# Geaya punctulata
Geaya punctulata is een hooiwagen uit de familie Sclerosomatidae.